# Тиам, Эми
Эми Мбаке Тиам — сенегальская легкоатлетка, которая специализируется в беге на 400 метров. Чемпионка мира 2001 и бронзовая призёрка чемпионата мира 2003 года. Выступала на 3-х Олимпиадах. На олимпийских играх 2000 года дошла до полуфинала на 400 метров, а также бежала в составе эстафеты 4×400 метров, но не вышла в финал. Тем не менее в эстафете она с партнёрами установила национальный рекорд 3:28.02, который до сих пор является непревзойдённым. На Олимпиаде 2004 года выбыла на стадии четвертьфиналов. Приняла участие на олимпийских играх 2012 года, на которых также не прошла в полуфинал.
Выступала на чемпионате мира 2013 года в Москве, но не смогла пробиться в финал.
Личный рекорд — 49,86, также является рекордом Сенегала. Обладает национальными рекордами в беге на 200 метров в помещении — 23,56 и 400 метров в помещении — 52,48.